# Las Murias (Grado)
Las Murias es una entidad de población española del municipio de Grado, perteneciente a la comunidad autónoma del Principado de Asturias.

## Historia
A mediados del siglo XIX, el lugar, ya por entonces perteneciente a la parroquia de Coalla y al ayuntamiento de Grado, tenía contabilizada una población de 40 habitantes. Aparece descrito en el decimoprimer volumen del Diccionario geográfico-estadístico-histórico de España y sus posesiones de Ultramar de Pascual Madoz de la siguiente manera:

MURIAS (las): l. en la prov. de Oviedo, ayunt. de Grado y felig. de San Pedro de Coalla: sit. en la ladera SE. de una montaña, llamada la Llamera sobre el r. Menende, á su izq. en seguida de Baselgas, siguiendo el r. abajo. terreno: calizo y medianamente fértil. prod.: maiz, escanda, habas, patatas y otros frutos. pobl.: 10 vec., 40 hab.
(Madoz, 1848, p. 756)

En 2023, la entidad singular de población de Las Murias tenía empadronados 10 habitantes.